# Демократическа лига на Косово
Демократическата лига на Косово (на албански: Lidhja Demokratike e Kosovës) е дясноцентристка консервативна политическа партия в Косово.
Води началото си от 23 декември 1989 г. като албанско съпротивително мирно движение срещу сръбското господство в областта. Един от основателите е Ибрахим Ругова – по-късно президент на Косово.
Голяма част от първите функционери на движението преди това са били членове на Югославската комунистическа партия.
С появата на АОК Демократическата лига на Косово губи голяма част от своята атрактивност сред по-радикално настроените албанци в областта.
Основна политическа цел на организацията е създаване на независима държава Косова.

## Ръководители
| Председател     | Период          |
| --------------- | --------------- |
| Ибрахим Ругова  | 1989 – 2006     |
| Фатмир Сейдиу   | 2006 – 2010     |
| Иса Мустафа     | 2010 – 2021     |
| Лумир Абдиджику | 2021 – настояще |

## Резултати от избори
Парламентарни избори
| Година на провеждане | Брой на гласовете | Процент от вота (в %) | Спечелени места | Класация (място) | Прираст на спечелените места | Правителство |
| -------------------- | ----------------- | --------------------- | --------------- | ---------------- | ---------------------------- | ------------ |
| 2001                 | 359 851           | 45.7                  | 48 / 120        | 1–во             | 47                           | Коалиция     |
| 2004                 | 313 437           | 45.4                  | 44 / 120        | 1–во             | Безизменение                 | Коалиция     |
| 2007                 | 129 410           | 22.6                  | 25 / 120        | 2–ро             | 22                           | Коалиция     |
| 2010                 | 172 552           | 24.7                  | 27 / 120        | 2–ро             | 2                            | Опозиция     |
| 2014                 | 184 596           | 25.2                  | 30 / 120        | 2–ро             | 3                            | Коалиция     |
| 2017                 | 185 884           | 25.5                  | 25 / 120        | 2–ро             | 5                            | Опозиция     |